# Astathes fulgida
Astathes fulgida är en skalbaggsart som först beskrevs av Johan Christian Fabricius 1801.
Astathes fulgida ingår i släktet Astathes och familjen långhorningar. Artens utbredningsområde är Sarawak. Inga underarter finns listade i Catalogue of Life.